# Кассиан Грек
Кассиан Грек (Кассиан Угличский, Кассиан Учемский, в миру Константин Гаврас; ум. 2 октября 1504) — монах Русской православной церкви греческого происхождения, основатель  Кассианова Учемского монастыря.
Канонизирован в лике преподобных.

## Биография
Константин происходил из греческого рода правителей княжества Феодоро, принадлежащих к боковой ветви рода Комнинов. Участвовал в обороне Константинополя от турок и 29 мая 1453 года оказался в числе выживших. Вошёл в число приближённых Фомы Палеолога, переселился в Морею, а оттуда в 1460 году на Корфу, где прожил 5 лет. Осенью 1465 года приехал в Рим в составе окружения детей Фомы Палеолога.
12 ноября 1472 года прибыл в Россию в свите Софии Палеолог, невесты великого князя Ивана III. Прожил при великокняжеском дворе 10 лет и в 1482 году покинул Москву и приблизился к опальному архиепископу Ростовскому Иоасафу. Спустя год удалился в Ферапонтов монастырь, где был пострижен в монашество под именем Кассиан в честь Кассиана Римлянина (выбор имени обусловлен римским периодом жизни Константина).
Северная ссылка дала Кассиану многое. В Ферапонтове монастыре он познакомился с такими известными людьми того времени, как Нил Сорский, Спиридон Киевский, Дионисий. Там же он вновь обратился к давнему увлечению — писал книги. В 1477 году Кассиан с несколькими монахами покинул Ферапонтов монастырь.
После встречи с угличским князем Андреем Васильевичем Кассиан начал строительство монастыря на реке Учме, в 20 км севернее Углича. В 1479 году Андрей Васильевич выделил средства на создание новой, каменной церкви Успения Богоматери и наделил монастырь землями: владения его распространялись до села Золоторучья, то есть практически до Углича.
После 1491 года, когда не стало поддержки со стороны угличского князя, монастырь пришёл в упадок. Сам же Кассиан умер 4 октября 1504 года в возрасте около 80 лет. За всё время пребывания в монастыре его основатель никогда не искал путей к власти и не изъявлял желания стать настоятелем. Святые мощи его были погребены в том же монастыре. Монастырь был упразднён в 1764 году, а его храмы получили статус приходских.
В Угличской летописи записано много чудес, происшедших по молитвам преподобного, в частности, защита им своей обители от польских воинов в 1609—1611 годах.
В XVIII и XIX веках на полуострове, где находился когда-то Кассианов Учемский монастырь, были построены две каменные церкви Успения Богоматери и Рождества Иоанна Предтечи и колокольня. В первой церкви находилась могила святого Кассиана. В конце 1930-х годов монастырь был взорван коммунистами. Сейчас лишь три холма возвышаются над Волгой, да крест и часовня, установленные мышкинскими краеведами, напоминают об одном из утерянных центров средневековой культуры.
В 1993-94 годах недалеко от развалин Учемского монастыря была построена и освящена церковь во имя преподобного Кассиана Учемского и Анастасии Узорешительницы. В 1999 году рядом с церковью был открыт музей Учемского края. Это музей деревянного зодчества, созданный местным лесником и краеведом Василием Гурьевичем Смирновым, он же в 1989 году установил и крест на месте монастыря. В. Г. Смирнов и стал первым директором музея.